# 財界 (雑誌)
財界（ざいかい）は、ビジネス書籍の独立系出版社「財界研究所」が出版する財界人（実業家）を取り上げる雑誌。隔週（第2、4火曜日）発行。

## 概要
1953年に三鬼陽之助が創刊。紙面は経済界（主に大企業）の実業家、経済学者、ベンチャービジネスの起業家に対するインタビューあるいはオピニオン記事で多くが構成されており、週刊東洋経済や週刊ダイヤモンドなどのビジネス系週刊誌とは誌面の性質が異なる。現在刊行されている財界人を取り上げる雑誌としては最古参にあたる。
コラムは安西祐一郎（慶應義塾大学）、久水宏之（トータルライフ経営　）が長く務めている。稲盛和夫を取り上げる頻度が多い。
本誌の他に、ビジネススキルや実業家の自叙伝などの単行本を刊行している。
なお、全国各地に点在する「財界」を冠した類似名称の雑誌（「財界ふくしま」「財界にいがた」「財界さっぽろ」「東海財界」など。これらは地場の政財界ゴシップを主に取り上げている）とは全く無関係である。

## 同系統の雑誌
- 経済界
- ZAITEN
- FACTA

## 関連人物
- 伊藤肇 - 財界研究社副主幹兼雑誌『財界』編集長。昭和48年退社後、評論家。